# Instituto Tecnológico del Altiplano de Tlaxcala
El Instituto Tecnológico del Altiplano de Tlaxcala es una Institución de educación Superior Tecnológica ubicada en la localidad de San Diego Xocoyucan, Municipio de Ixtacuixtla de Mariano Matamoros en el estado de Tlaxcala. Fue creado el 2 de septiembre de 1982, en instalaciones que fueron expropiadas en 1938 para establecer la Escuela Nacional de Agricultura. Este plantel educativo fue Escuela de Agricultura, Normal Rural, Escuela Secundaria Técnica Num. 2, misma que fue cerrada por el gobierno de Tlaxcala en 1982 por una huelga de estudiantes por falta de recursos que el gobierno se negó a entregar, finalmente se creó el ITA 29, en el 2005 con la reestructuración se convierte en el ITAT. Las 4 ingenierías que se ofrecen están enfocados hacia el desarrollo agropecuario, empresarial y tecnológico de la región.

## Oferta educativa

### Profesional
- Ingeniería en Agronomía
- Ingeniería en Gestión Empresarial
- Ingeniería en Industrias Alimentarias
- Ingeniería en Tecnologías de la Información y Comunicaciones